# Yoshimura Shinkichi

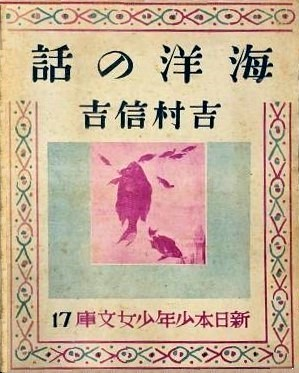
Eine Publikation Yoshimuras für Schüler „Das Meer“

Yoshimura Shinkichi (japanisch 吉村 信吉; geboren 21. August 1907 in Tokio; gestorben 21. Januar 1947 am Suwa-See, Präfektur Nagano) war ein japanischer Limnologe.

## Leben und Wirken
Yoshimura Shinkichi machte 1930 an der Abteilung für Geographie an der Kaiserlichen Universität Tokio seinen Studienabschluss. Er war dann als Dozent an den Kaiserlichen Universitäten Tokio und Kyūshū und als Professor an der Militärakademie des Heeres (陸軍士官学校, Rikugun shikan gakkō) tätig.
Nach dem Zweiten Weltkrieg war Yoshimura am „Central Meteorological Observatory“ (中央気象台, Chūō kishōdai) beschäftigt. Am 21. Januar 1947 starb er im Dienst, als das Eis brach, während er auf dem zugefrorenen Suwa-See mit Untersuchungen beschäftigt war.
Yoshimura führte umfassende Seestudien in Japan durch, veröffentlichte Hunderte von Artikeln und brachte die von dem Limnologen Tanaka Akamaro (田中 阿歌麿; 1869–1944) eingeführten japanischen Seestudien auf eine höhere Stufe. Er führte Felduntersuchungen von Seen in ganz Japan durch, teilte sie in neue Seetypen ein und verglich die Morphologie, Wassertemperatur und Wasserqualität der Seebeckens mit ausländischen Forschungsergebnissen, um die Eigenschaften japanischer Seen zu klären. Er hat viel zur Limnologie und Geographie beigetragen, indem er die Verteilung des Grundwassers in der Gegend von Musashino mit seinen eigenen Methoden untersuchte. Er ist Autor des Werkes „Koshōgaku“ (湖沼学) – „Seestudien“ (1937) und anderer Veröffentlichungen.